# Automeris dandemon
Automeris dandemon är en fjärilsart som beskrevs av Dyar 1912. Automeris dandemon ingår i släktet Automeris och familjen påfågelsspinnare. Inga underarter finns listade i Catalogue of Life.